# Rue Nationale (Paris)
Pour les articles homonymes, voir Rue et Place Nationale.
La rue Nationale est une voie du 13e arrondissement de Paris.

## Situation et accès
Elle est desservie par les lignes 6 et 14 aux stations Nationale et Olympiades ainsi que par la ligne 3a du tramway d'Île-de-France.

## Origine du nom
L'origine de son nom renvoie à la révolution de 1848.

## Historique
La partie de la rue située entre la place Nationale et le boulevard de la Gare était, en 1846, la rue des Deux-Moulins dans la commune d'Ivry qui communiquait avec le village d'Austerlitz situé dans la ville de Paris par la barrière d'Ivry du mur des Fermiers généraux, enceinte d'octroi supprimée en 1860 et remplacée par le boulevard de la Gare.
La « rue des Deux Moulins » qui prit en 1870 le nom de « rue Nationale », fut prolongée du croisement avec la rue du Château-des-Rentiers (emplacement de l'actuelle place Nationale) jusqu'au boulevard Masséna en 1863.

## Bâtiments remarquables et sites particuliers
- À l'angle avec le boulevard Vincent-Auriol, l'ancienne usine Say se trouvait rue Jeanne-d'Arc et en descendant sur le boulevard, les camions rentraient par la rue Clisson à hauteur du n°38 ; elle était vers 1900 la plus importante raffinerie de sucre de canne du monde. Cette usine, qui fonctionna de 1832 à 1968, était également avant 1914 la plus importante entreprise de l'arrondissement[1]. Le square de la Raffinerie-Say rappelle son existence. En face une grande fresque murale.

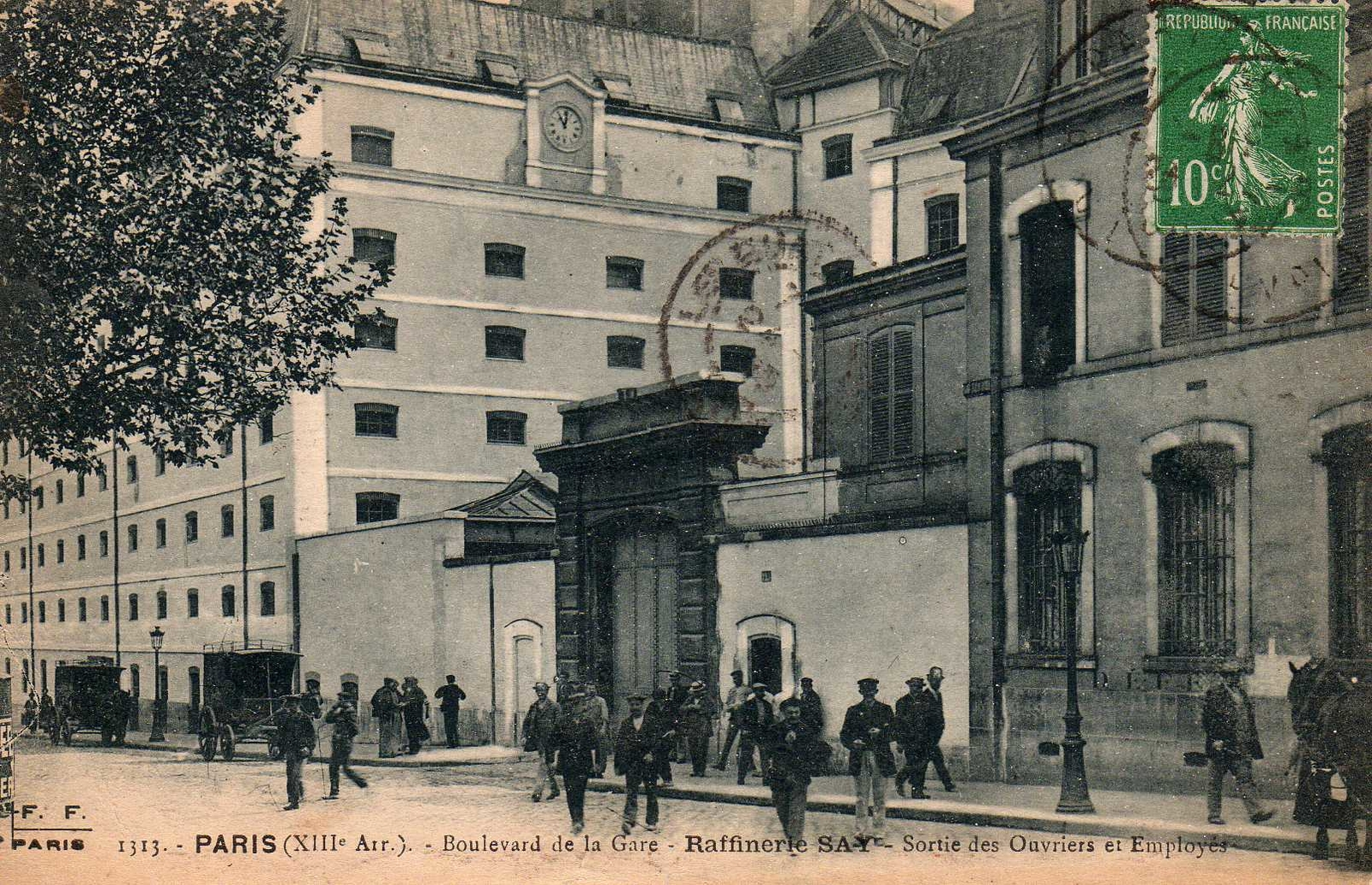
La raffinerie, côté boulevard Vincent-Auriol (anciennement boulevard de la Gare).
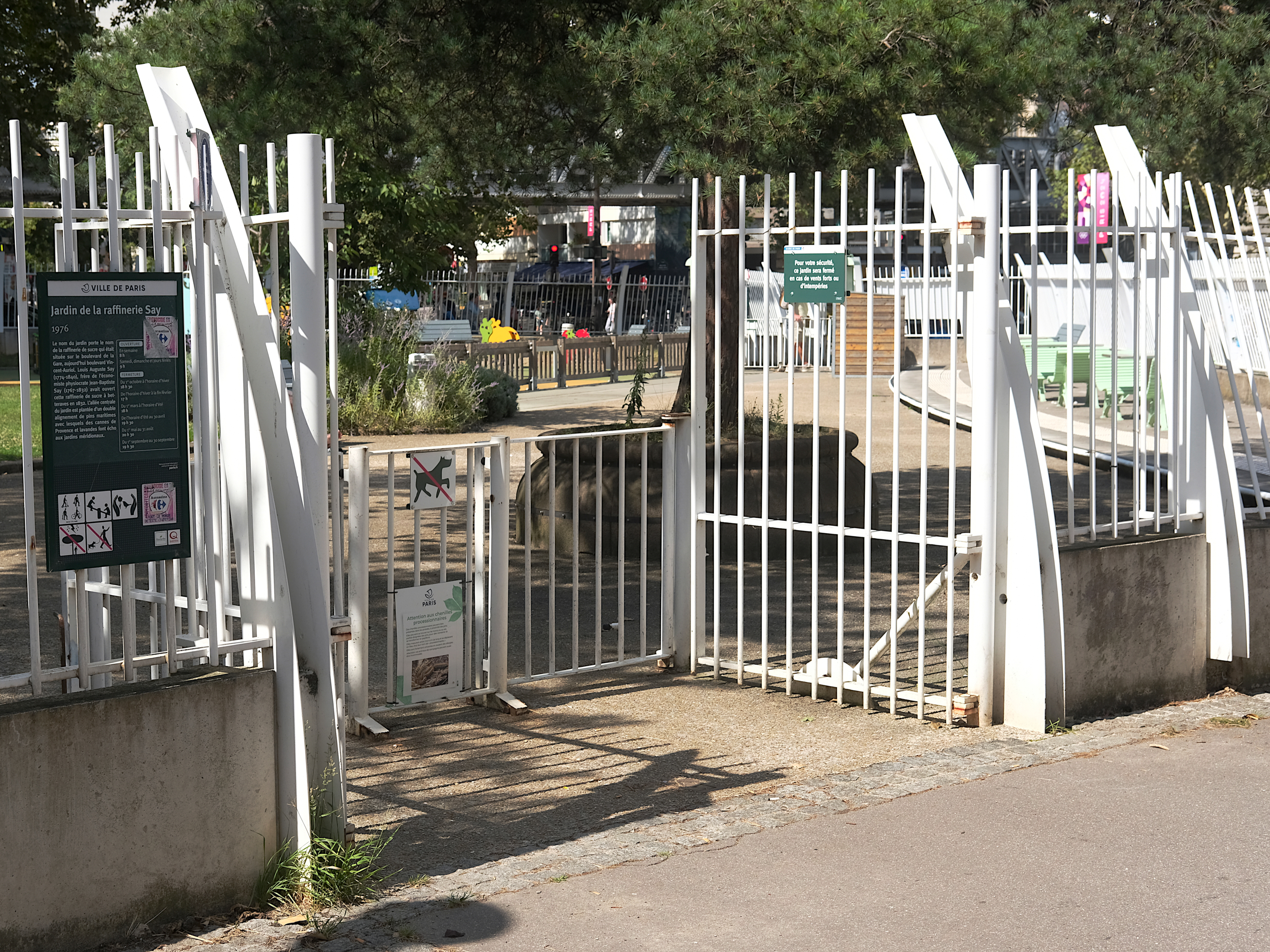
Entrée du square.
Art urbain.

- Nos 1 à 11, formant un triangle avec le 76, boulevard Masséna, les nos 2 à 18, avenue d'Ivry et les voies ferrées de la Petite Ceinture en bordure des nos 107 à 115 de la rue Regnault : anciennes usines Panhard et Levassor construites en 1891[2],[3].
- No 59 : Paris School of Business.
- No 79 : au croisement avec la rue de Tolbiac, médiathèque Jean-Pierre-Melville et bibliothèque Marguerite-Durand, sur l'histoire des femmes, du féminisme et du genre.
- No 113 : Institut des systèmes complexes.
- Nos 162, 164 et 166 : ancien emplacement de la cité Jeanne-d'Arc.
- No 163 : emplacement du cabaret dans lequel les services religieux étaient effectués dans l’attente de la construction de l’église Notre-Dame-de-la-Gare[4].

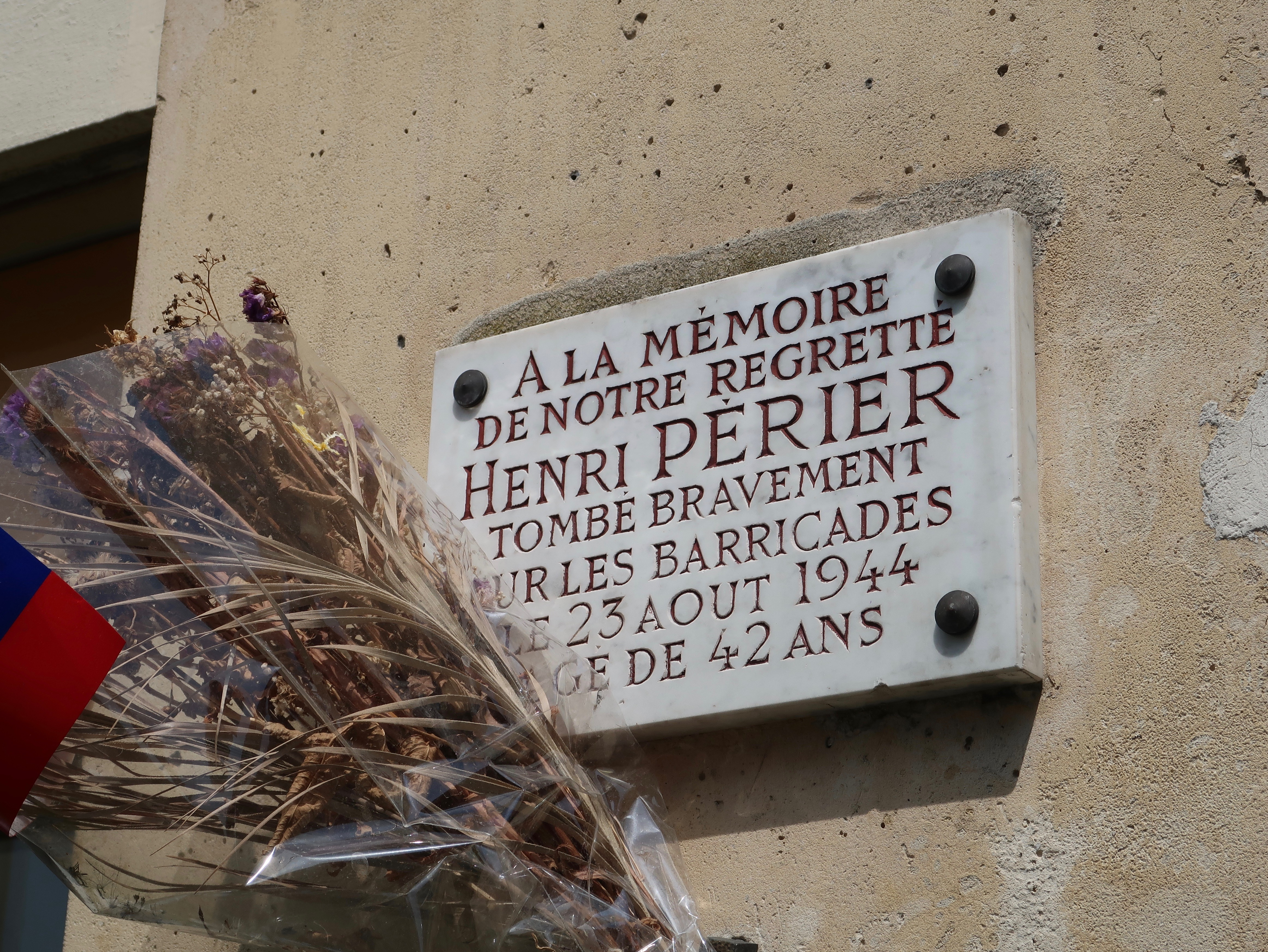
Plaque en hommage à Henri Perier, mort pendant la Libération de Paris.